# Варіативний шрифт

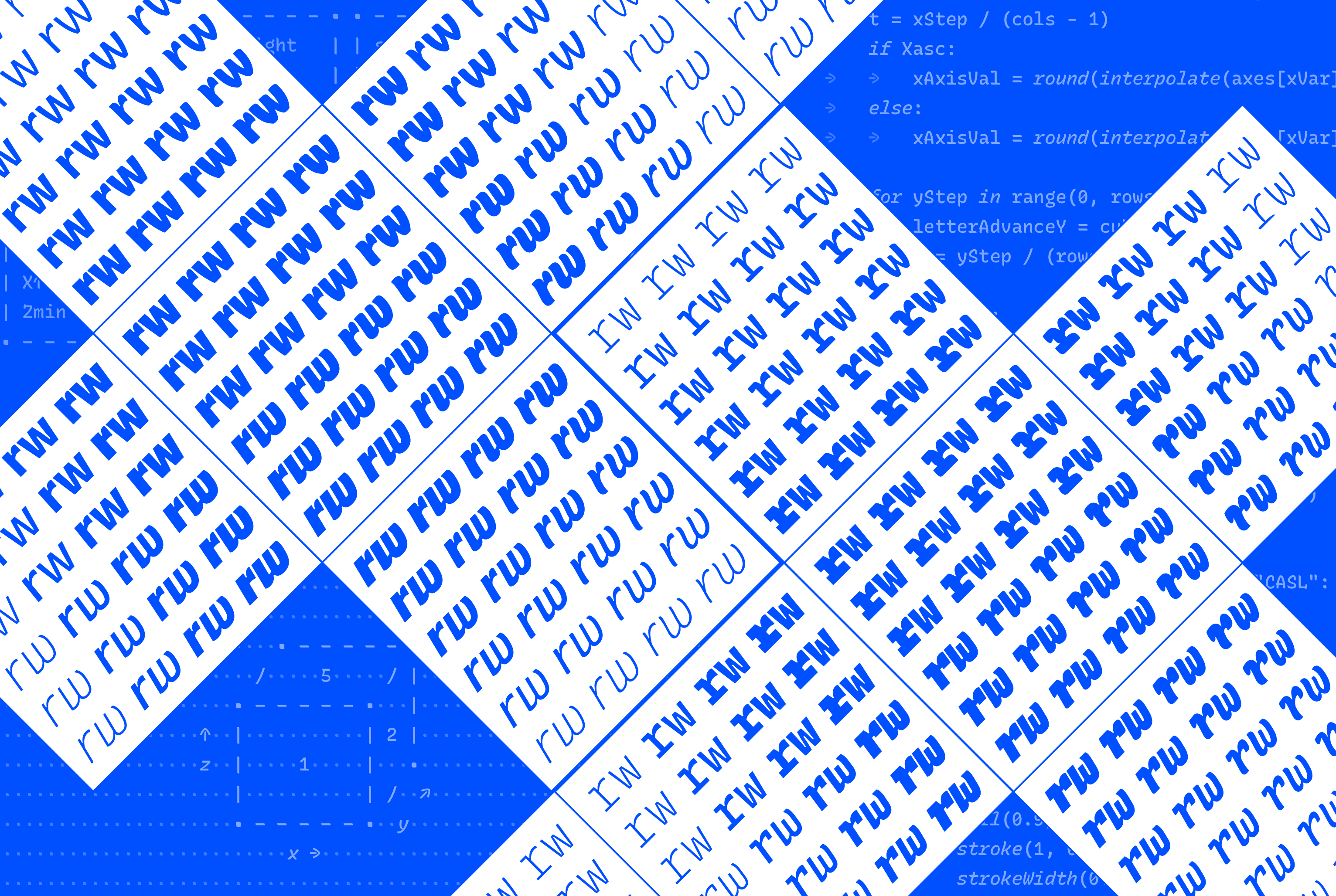
«Простір дизайну» варіативного шрифту Recursive Sans & Mono, зображений як розгортки двох кубів.

Варіативний шрифт (англ. Variable Font або Variable Type, VF) — файл шрифту, який може зберігати неперервний діапазон варіантів дизайну, наприклад, цілу гарнітуру (сімейство шрифтів) з нескінченною кількістю шрифтів, доступних для вибірки.
Технологія варіативних шрифтів виникла у варіаціях шрифтів Apple TrueType GX. Її адаптовано до OpenType як варіативні шрифти OpenType (англ. OpenType variable font, OTVF) у версії 1.8 специфікації OpenType. У вересні 2016 року технологію анонсували Adobe, Apple, Google і Microsoft. Стандартизація такої функції в OpenType відкрила шлях для підтримки багатьох програмних платформ.

## Технологія
Варіативні шрифти OpenType — це адаптація варіацій шрифту Apple TrueType GX до OpenType з інтеграцією в ключові аспекти формату OpenType, зокрема в таблиці макету OpenType і формати контурів гліфів TrueType і CFF. Він також перевершує TrueType GX, забезпечуючи кращу взаємодію як між різними шрифтами, так і між варіативними шрифтами та специфікаціями форматування шрифтів, такими як ті, що містяться в каскадних таблицях стилів. Технологія дозволяє програмному забезпеченню отримувати доступ до будь-якого зразка дизайну з неперервного діапазону дизайнів, визначених у шрифті. Коли вибрано певний примірник дизайну, контури гліфів або інші значення для нього обчислюються під час обробки даних шрифту в процесі компонування та растеризації тексту.
Технологія використовує механізми інтерполяції та екстраполяції, підтримувані в інструментах розробки шрифтів, які дизайнери шрифтів використовують протягом багатьох років. У цій парадигмі дизайнер шрифтів створює варіативний дизайн, але потім вибирає конкретні примірники для створення статичних незмінних шрифтів, які постачаються клієнтам. Однак у випадку варіативних шрифтів, шрифт, створений дизайнером, має вбудовану варіативність, а механізми інтерполяції тепер можуть бути вбудовані в операційні системи та веб-браузери чи інші програми, отже, конкретні примірники дизайну вибираються під час використання.
Одна з ключових переваг цієї технології полягає в тому, що вона може значно зменшити сукупний обсяг даних шрифту, коли використовується кілька стилів. В інтернеті це дозволить сайту використовувати більше стилів шрифтів і водночас скоротити час завантаження сторінки. Ще одна перевага — доступність неперервного діапазону варіацій стилю, що може бути корисним для адаптивного дизайну.
Цю технологію порівнювали з технологією кількох головних шрифтів (англ. Multiple master fonts, MM-шрифтів) компанії Adobe, також з 1990-х років, яка використовувала генерування дизайнів шрифтів «на льоту» з головних файлів шляхом інтерполяції та екстраполяції. Однак за технологією кількох головних шрифтів користувач мав створити окремий «примірник» шрифту з певними значеннями параметрів, перш ніж його можна було використовувати, тоді як для варіативних шрифтів OpenType це не потрібно: іменовані або довільні екземпляри дизайну можна вибирати та використовувати на вимогу.

## Впровадження

### Операційні системи
У Windows 10 версії 1709 Microsoft представила перший варіативний шрифт у Windows: шрифт «Bahnschrift», який є оцифрованим DIN 1451.
FreeType, програма відтворення шрифтів, яка використовується в більшості Unix-подібних систем, включно з Linux, отримала підтримку змінних шрифтів у травні 2017 року (FreeType 2.8).

### Редактори
Adobe Creative Cloud версії 2018, випущена 18 жовтня 2017 року, має підтримку варіативних шрифтів у Photoshop та Illustrator і включає варіативні версії шрифтів Acumin, Minion, Myriad, Source Code, Source Sans і Source Serif.
У Creative Cloud 2020 додано підтримку варіативних шрифтів для InDesign.
Починаючи з версії 59 підтримка варіативних шрифтів з'явилася в Sketch.
В Inkscape версії 1.0 додано підтримку варіативних шрифтів.
У LibreOffice версії 7.5 додано підтримку варіативних шрифтів.

### Вебоглядачі
У вебоглядачах варіативні шрифти керуються за допомогою відомих параметрів, таких як вага, і елемента керування font-variation-settings. Історію підтримки наведено на сторінках MDN про властивість CSS.